# Wesmaelius cunctatus
Wesmaelius cunctatus is een insect uit de familie van de bruine gaasvliegen (Hemerobiidae), die tot de orde netvleugeligen (Neuroptera) behoort. 
Wesmaelius cunctatus is voor het eerst wetenschappelijk beschreven door Ohm in 1967.